# Gare de Lesquin
La gare de Lesquin est une gare ferroviaire française de la ligne de Fives à Hirson, située sur le territoire de la commune de Lesquin, dans le département du Nord, en région Hauts-de-France.
C'est une gare de la Société nationale des chemins de fer français (SNCF), desservie par des trains régionaux du réseau TER Hauts-de-France.

## Situation ferroviaire
Établie à 44 mètres d'altitude, la gare de Lesquin est située au point kilométrique (PK) 6,318 de la ligne de Fives à Hirson, entre les haltes de Mont-de-Terre et de Fretin.

## Histoire
Le premier projet de tracé présenté par la Compagnie du chemin de fer de Lille à Valenciennes, approuvé le 5 juin 1867, précise l'emplacement de la station de Lesquin.
Le 1er juillet 1875, la station est pourvue d'une boîte aux lettres. En 1893 30 francs d'indemnité sont alloués au chef de gare par le Conseil municipal.

## Service des voyageurs

### Accueil
Gare SNCF, elle dispose d'un bâtiment voyageurs, avec guichet, ouvert du lundi au vendredi et fermé les samedis, dimanches et jours fériés. Elle est équipée d'automates pour l'achat de titres de transport.
Un souterrain permet le passage d'un quai à l'autre.

### Desserte
Lesquin est desservie par des trains TER Hauts-de-France qui effectuent des missions omnibus de type C60 qui permettent des relations entre Lille-Flandres et Valenciennes. 

### Intermodalité
La gare de Lesquin est desservie par le réseau de bus urbains Ilévia, avec les lignes 68, Z3, Z8, 919, 920 et 921, ainsi que la ligne 855 du réseau régional Arc-en-Ciel 2. Ces lignes permettent notamment de relier la gare à la station Quatre Cantons - Stade Pierre Mauroy de la ligne 1 du métro de Lille, ainsi qu'à l'aéroport de Lille-Lesquin.
Un abri à vélos est accessible sur le parking de la gare.